# Raderthal
Der Stadtteil Raderthal liegt im Süden der Stadt Köln und gehört dem Stadtbezirk Rodenkirchen an.

## Lage
Raderthal grenzt im Osten an den Stadtteil Marienburg, im Süden mit der Bundesautobahn 4 an Rondorf,  im Westen an den Südfriedhof und Zollstock und im Norden an Raderberg. Raderthal wird geprägt durch das Amt für Heeresentwicklung des Bundesverteidigungsministeriums, das an der Brühler Straße liegt.

## Geschichte
Der Ortsname Raderthal entstand aus der gleichnamigen Ortsbezeichnung, die das an den Raderberg anschließende Tal – ein ehemaliges Flussbett des Rheins – bezeichnet.
Bereits im 13. Jahrhundert besteht schon die Flurbezeichnung Raderthal und wurde in den kölnischen Schreinsbüchern erwähnt. Hingegen wurde der Ort Raderthal erstmals im Sterberegister der katholischen Pfarrkirche in Immendorf im Jahre 1838 erwähnt. Seit dem Mittelalter wurde dieses Gebiet von Bauern bewirtschaftet die im Kirchensprengel von St. Severin wohnten und sich 1384 zur Bauerbank Severin zusammenschlossen. Mit der Industrialisierung im 19. Jahrhundert gaben sie allerdings ihre Höfe auf und siedelten außerhalb Kölns. Es gab im Mittelalter und in der frühen Neuzeit fünf Bauerbänke vor den Kölner Stadttoren.
Während der ersten Hälfte des 19. Jahrhunderts erfolgte in Raderthal der Siedlungsbeginn an der Hitzeler-, Brühler und Raderthaler Straße. Im späten 19. Jahrhundert folgten dann auch Handwerks- und Industriebetriebe. Politisch gehörte Raderthal seit seiner Gründung im frühen 19. Jahrhundert zur Gemeinde Rondorf im Landkreis Köln und wurde 1888 nach Köln eingemeindet. Zu Anfang des 20. Jahrhunderts erfolgte der Bau von Wohnsiedlungen.
Schließlich errichtete die Gemeinnützige Baugenossenschaft der städtischen Bahnangestellten eGmbH in den 1920er Jahren die Häuser an der Markusstraße.
Von 1927 bis 1932 stand in Raderthal der Sender Köln-Raderthal.
Nach dem Zweiten Weltkrieg wurde auf dem Gelände des damaligen Volksparks die Siedlung Volkspark gebaut, auch Englische Siedlung genannt, die heute unter Denkmalschutz steht. Dort wohnten überwiegend englische und belgische Besatzungssoldaten. Im Laufe der Jahre räumten sie jedoch ihre Häuser, die größtenteils von deutschen Offizieren bezogen wurden. Die Siedlung besticht heute durch weite Straßen und durchgehend alten Baumbestand. Fast alle Häuser der Englischen Siedlung wurden inzwischen seitens des Bund auf dem freien Wohnungsmarkt verkauft. Zielgruppe waren dabei Familien mit Kindern, so dass sich die Bevölkerungsstruktur seit 2000 grundlegend gewandelt hat.
So auch im restlichen Raderthal, das sich mitten im Generationenwechsel befindet. Neben vielen alteingesessenen Raderthaler Senioren und Familien ziehen zahlreiche junge Familien zu, die die Nähe zur Innenstadt einerseits und die direkte Anbindung an Grüngürtel und Stadtwald schätzen.

## Bevölkerungsstruktur
Struktur der Bevölkerung von Köln-Raderthal (2021):
- Durchschnittsalter der Bevölkerung: 45,2 Jahre (Kölner Durchschnitt: 42,3 Jahre)
- Ausländeranteil: 12,2 % (Kölner Durchschnitt: 19,3 %)
- Arbeitslosenquote: 6,9 % (Kölner Durchschnitt: 8,6 %)

## Freizeit und Sehenswürdigkeiten
- Raderthal grenzt im Süden an den äußeren Kölner Grüngürtel. Noch diesseits des Militärrings, der ehemals die Festungsanlagen des Festungsring Köln verband, liegt der Fritz-Encke-Volkspark mit einem wieder neu installierten Trinkbrunnen in einem kleinen Rundtempel. Der Park wurde 1924 angelegt.
- Ehemaliger Friedhof mit Hochkreuz.

## Religion
- Die Philippuskirche an der Albert-Schweitzer-Straße ist nicht nur das Zentrum der evangelischen Gemeinde Raderthal, sondern auch der Treffpunkt der koreanischen Hanbit-Gemeinde in Köln.
- Der CVJM Köln-Süd, ein Verein für Kinder- und Jugendarbeit, hat seinen Sitz an der Philippuskirche.

Außerdem gehört Raderthal zu den Kath. Pfarrgemeinden am Südkreuz (Kirche St. Mariä Empfängnis).

## Einrichtungen

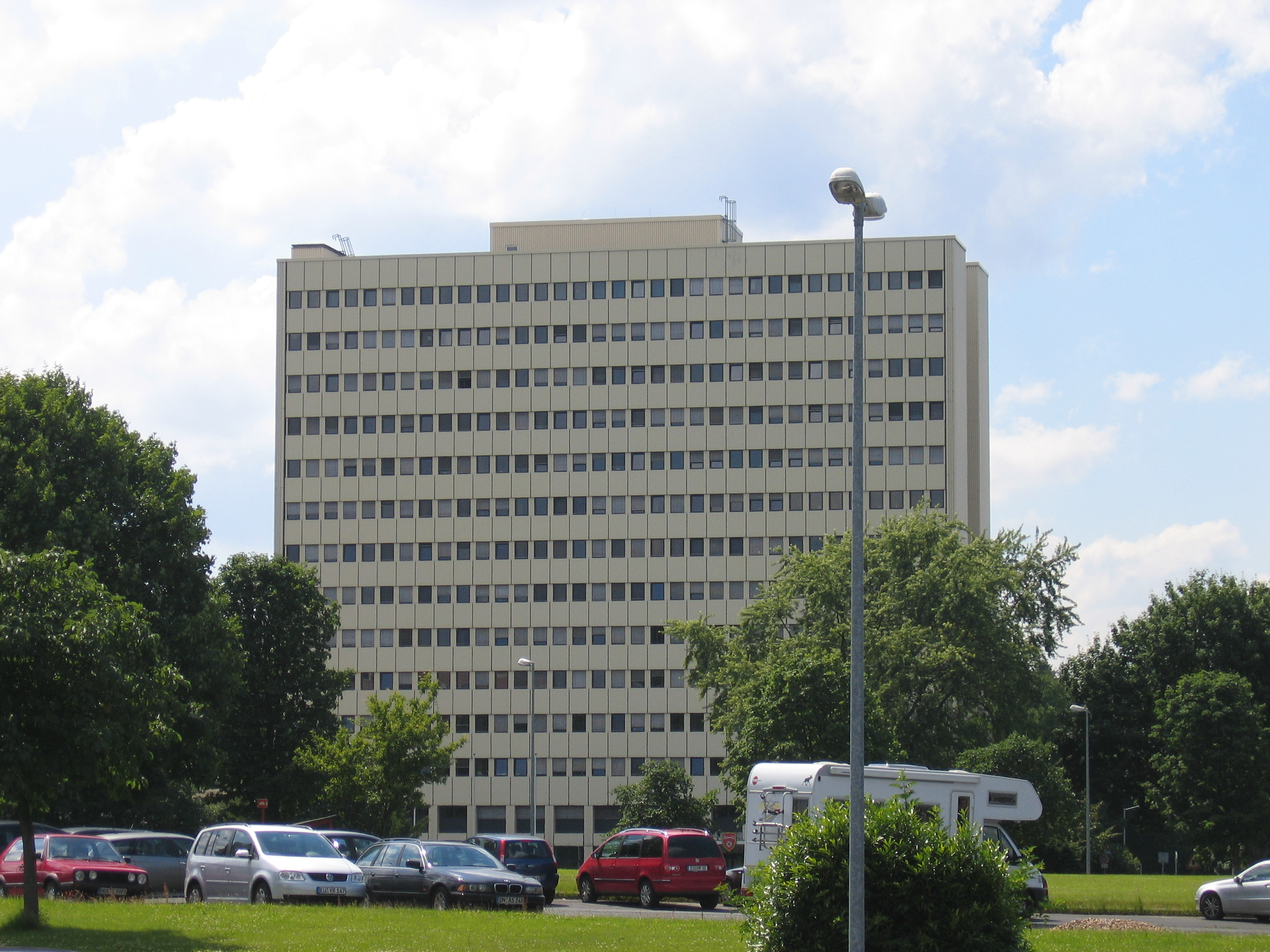
Hochhaus in der Konrad-Adenauer-Kaserne

- Zwischen der Markusstraße und dem Raderthalgürtel liegt die Europaschule, die als Gesamtschule geführt wird. Vorgänger der Schule war unter anderem das Gymnasium Raderthalgürtel Köln-Zollstock/Raderthal mit seinem Schulleiter Hans-Martin Hansen, der später auch der erste Schulleiter der Gesamtschule Raderthal/Zollstock (Raderthalgürtel 3) wurde.
- In der Konrad-Adenauer-Kaserne in der Brühler Straße 300 befindet sich das Amt für Heeresentwicklung und auf der gegenüber liegenden Straßenseite (Hausnr. 300) eine Außenstelle des Karrierecenters der Bundeswehr.
- Unmittelbar am Fritz-Encke-Volkspark, in der Kardorfer Straße, liegt die Bundeswehrfachschule Köln. Ähnlich wie viele sie umgebende Häuser steht ein Teil des Gebäudes unter Denkmalschutz.
- In der Albert-Schweitzer-Straße 2 befindet sich das Elisabeth-Fry-Haus, ein  Aufnahme- und Wohnheim für Frauen der Diakonie Michaelshoven. Hier finden Frauen Sicherheit, Schutz und Unterstützung, um ihre aktuelle Krisensituation zu bewältigen. Das Haus ist, für hilfesuchende Frauen, rund um die Uhr erreichbar.
- Außerdem gibt es in der Derkumer Straße eine Kindertagesstätte, die Kinder von ein bis sechs Jahren aufnimmt und betreut.